# کاگا-بندورو
کاگا-بندورو (به لاتین: Kaga-Bandoro) یک منطقهٔ مسکونی در جمهوری آفریقای مرکزی است که در نانا گریبیزی واقع شده‌است. کاگا-بندورو ۶۷ کیلومتر مربع مساحت و ۲۷٬۷۹۷ نفر جمعیت دارد و ۴۰۳ متر بالاتر از سطح دریا واقع شده‌است.